# 谢梅雷
谢梅雷（法語：Chéméré，法語發音：[ʃemeʁe]）是法国大西洋卢瓦尔省的一个旧市镇，属于圣纳泽尔区。2016年1月1日，谢梅雷和相邻的雷地区阿尔通合并为新市镇雷地区绍姆（Chaumes-en-Retz）。

## 地理
谢梅雷（47°7'19"N, 1°54'53"W）面积37.31 平方千米，位于法国卢瓦尔河地区大区大西洋卢瓦尔省，该省份为法国西北部沿海省份，位于布列塔尼半岛东南部，北起伊勒-维莱讷省，西北接莫尔比昂省，西临大西洋，南至旺代省，东临曼恩-卢瓦尔省。
与谢梅雷接壤的市镇（或旧市镇、城区）包括：维镇、雷地区绍姆、鲁昂斯、圣伊莱尔德沙莱翁。

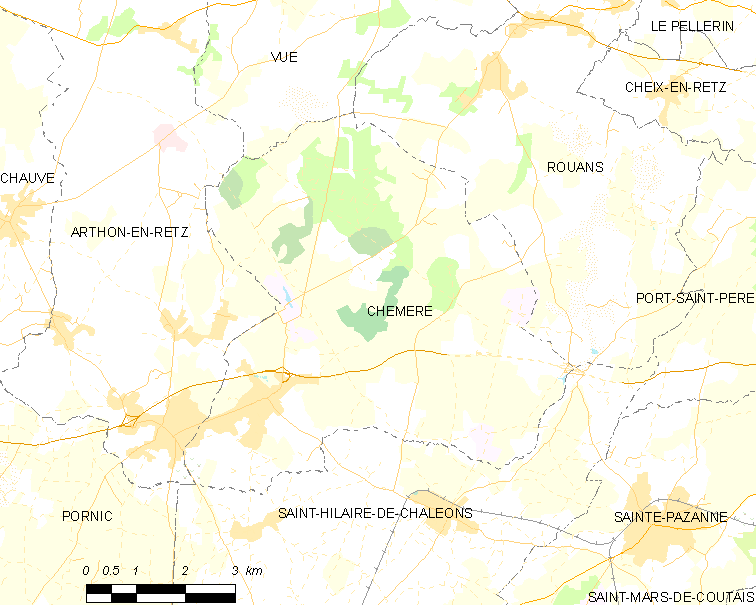
谢梅雷的OSM定位图

谢梅雷的时区为UTC+01:00、UTC+02:00（夏令时）。

## 行政
谢梅雷的邮政编码为44680，INSEE市镇编码为44040。

## 政治
谢梅雷所属的省级选区为马什库勒-圣梅姆县。

## 人口

1962-2008年间谢梅雷人口变化图示

谢梅雷于2018年1月1日时的人口数量为2614人。